# Operation Drake
1942

Rabaul –
1. Salamaua-Lae –
Operation N –
Operation MO –
Korallenmeer –
Buna-Gona –
Kokoda Track –
Milne-Bucht –
Goodenough –
Buna-Gona-Sanananda –
Operation Lilliput 
1943

Wau –
Bismarcksee –
I –
2. Salamaua-Lae –
Chronicle –
Finisterre –
Cartwheel –
Bougainville –
Huon –
Neubritannien –
Bombardierung von Rabaul 
1944–1945

Admiralitätsinseln –
Emirau –
Take Ichi Konvoi –
Reckless –
Persecution –
Wakde-Sarmi –
Biak –
Noemfoor –
Driniumor –
Sansapor –
Morotai –
Aitape–Wewak

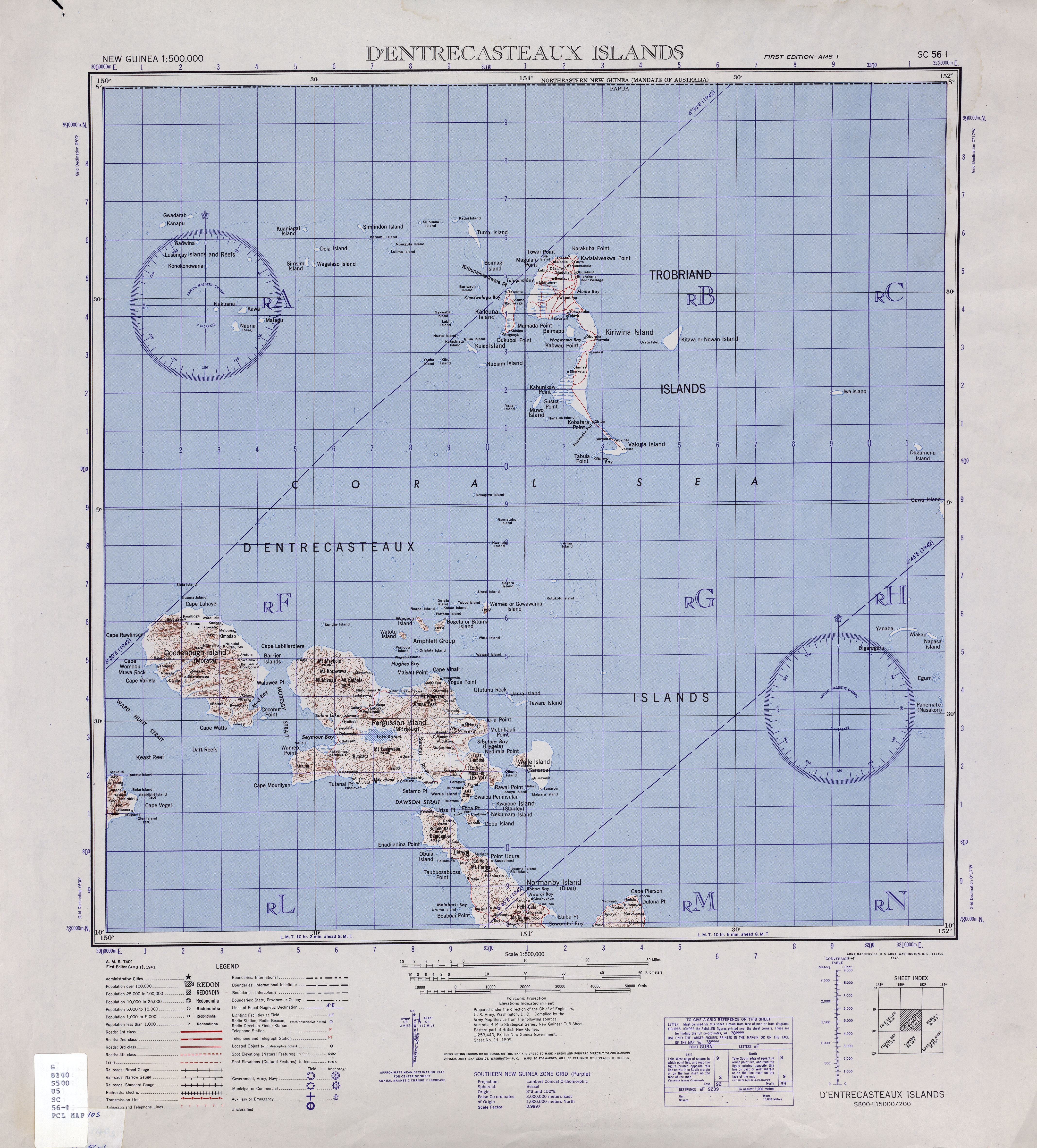
Die D’Entrecasteaux-Inseln mit Goodenough, Ferguson und Normanby

Die Operation Drake war ein Unternehmen der australischen Streitkräfte vom 22. bis zum 27. Oktober 1942 während des Pazifikkriegs im Zweiten Weltkrieg. Sie diente dazu, die Insel Goodenough von japanischen Einheiten freizukämpfen, die auf der Insel gestrandet waren.

## Goodenough-Insel
Die Goodenough-Insel, bekannt unter der US-amerikanischen geografischen Bezeichnung Amoeba, später Ginger, ist die westlichste Insel der Inselgruppe D'Entrecasteaux nördlich der Südostspitze Neuguineas. Die 24 km breite Ward Hunt Straße trennt Goodenough von Neuguinea. Von Port Moresby ist sie rund 300 km und von der Milne-Bucht etwa 105 km entfernt. Sie gilt als die gebirgigste Insel ihrer Größe weltweit. Das Gelände steigt steil bis zum Gipfel des Mount Vineuo an, der 2536 m hoch ist.
Die Insel liegt am Seeweg zwischen Buna und der Milne-Bucht und besaß ab Mitte 1942 eine hohe strategische Bedeutung, da Schiffe und Flugzeuge die Insel auf dem Weg dorthin passieren müssen. Die Präsenz einer alliierten Frühwarneinrichtung dort gäbe die Möglichkeit den Japanern alliierte Operationen in diesem Gebiet zu verschleiern.

## Vorgeschichte
Die Australier hatten in der Milne-Bucht zwei strategisch wichtige Flugfelder angelegt, nachdem sie im Juni 1942 dort gelandet waren.
Anfang August 1942 war ein Teil eines US-amerikanischen Jagdgeschwaders auch auf Goodenough stationiert worden, um die in der Milne-Bucht stationierte australische Streitmacht vorab zu warnen.
Die Japaner sahen in den Flugfeldern der Milne-Bucht eine Bedrohung ihrer Operationen auf dem Kokoda-Track (→ Kokoda-Track-Kampagne). Daher bombardierten sie am 24. und 25. August die Flugfelder und landeten in der folgenden Nacht 1171 Mann in der Bucht. Die 5. Sasebo-Spezialmarinelandungseinheit (jap.: 海軍特別陸戦隊 Kaigun Tokubetsu Rikusentai) und die 5. Kure-Spezialmarinelandungseinheit landeten an der Küste östlich von Rabi unter Begleitung und mit Unterstützung von Schiffen des 18. Geschwaders. Gleichzeitig machte sich die Hauptstreitmacht der 5. Sasebo-Spezialmarinelandungseinheit, angeführt von Kommandant Torashige Tsukioka (353 Mann) getrennt von Buna auf sieben motorisierten Lastkähnen auf den Weg und fuhr über Goodenough nach Taupota an die Nordküste gegenüber von Rabi. Beide Einheiten sollten zusammenarbeiten, um die Flugplätze bei Rabi einzunehmen und zu sichern.
Nachdem mit den Einheiten bei Taupota zunächst kein Kontakt hergestellt werden konnte berichtete ein Aufklärungsflugzeug von brennenden Flugzeugwracks nordwestlich des Flugplatzes, so dass angenommen wurde, das die Truppe von Kommandant Tsukioka sich dort aufhielt. Wie sich später herausstellte, war dies jedoch völlig falsch, da die sieben Lastkähne und deren Funkgeräte der Streitkräfte durch alliiertes Flugzeugfeuer zerstört worden waren und sie seit dem 25. August auf Goodenough gestrandet waren.
Die Einheit von Kommandant Tsukioka verließ Buna am 24. August um 5 Uhr morgens und kam um 13 Uhr sicher in Ansari am Kap Nelson an. Nach einer längeren Pause machten sie sich um 18 Uhr auf den Weg zur Südküste von Goodenough. Es war äußerst schwierig der feindlichen Aufklärung zu entkommen, wenn man sich tagsüber bewegte. Die Einheit ging am 25. August nach Tagesanbruch in einer Bucht an der Südküste von Goodenough vor Anker. Aber es gab keinen geeigneten Ort, um die Lastkähne zu verbergen. Infolgedessen wurden alle Lastkähne am 25. August um 10.30 Uhr durch Beschuss von zehn feindlichen Flugzeugen zerstört. Alle Vorräte und der einzige Funksender wurden ebenfalls zerstört. Eine Gruppe von drei Boten wurde zweimal mit dem Kanu nach Buna geschickt und traf beim zweiten Versuch am 9. September dort ein. Erst zu diesem Zeitpunkt wurde bekannt, wo die vermisste Einheit sich seit dem 24. August befand.

## Die Kämpfe

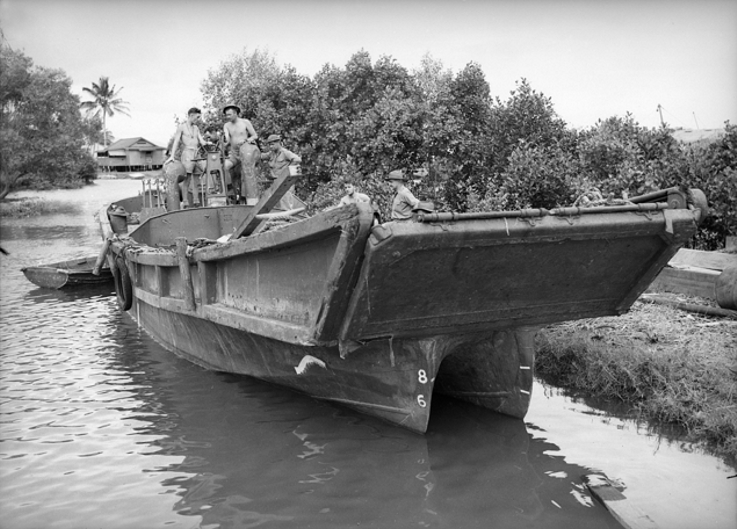
Ein von australischen Truppen eingenommener japanischer Lastkahn, wie er auch bei Goodenough verwendet wurde

### Erste Rettungsversuche
Die Zerstörer Yayoi und Isokaze verließen Rabaul am folgenden Tag, dem 10. September, nach Goodenough, um die gestrandete Truppe zu retten. Sie wurden jedoch ab dem 11. September mittags von insgesamt zehn B-17 und B-25 Angriffswellen bombardiert. Die Yayoi erlitt um 15.30 Uhr Schäden an der Steuerung und wurde gestrandet. Um 16.25 Uhr sank sie schließlich 30 km östlich vor der Insel Normanby. Die begleitende Isokaze wurde nach Ausweichmanövern von der Yayoi getrennt und kehrte schließlich gegen Sonnenuntergang zurück um Rettungsaktionen zu beginnen. Da es jedoch keine sichtbaren Trümmer gab, sondern nur einen öligen Rückstand auf dem Wasser, wurde die Suche um 20.25 Uhr abgebrochen und die Isokaze setzte Kurs nach Norden.
Die Isokaze und die Mochizuki begaben sich am 22. September erneut in Richtung Süden, um die Überlebenden der Yayoi zu retten. Zehn Überlebende der Yayoi konnten südlich von Gasmata in Neubritannien aufgenommen werden. Sie erfuhren von ihnen, dass 87 Überlebende, darunter der Kapitän des Schiffes, an der Nordostküste von Normanby auf Rettung warteten. Die Schiffe eilten zu dem Ort und führten in der Nacht des 22. September eineinhalb Stunden lang eine Suche mit Sirenen und Suchscheinwerfern durch, konnten jedoch keinen Kontakt herstellen und kehrten daher erfolglos nach Rabaul zurück.
Unterdessen wurden am 23. September sowohl für die Südseeabteilung auf dem Kokoda-Track als auch für die gestrandete Truppe auf Goodenough erfolgreich Lebensmittelabwürfe durchgeführt. Dabei sahen japanische Flugzeuge etwa zehn Überlebende der Yayoi an der Nordostküste der Insel Normanby. Diese Überlebenden wurden in der Nacht vom 26. September von der Isokaze und Mochizuki erfolgreich evakuiert.

### Alliierte Reaktionen
Als die amerikanischen Einheiten auf Goodenough von der Landung der Japaner erfuhren zerstörten sie sofort ihre kompletten Einrichtungen und setzten sich von der Insel ab.
Obwohl die Anwesenheit der Japaner auf Goodenough keinerlei strategischen Wert besaß oder anderweitig den australischen Plänen widersprach, hatten diese die Befürchtung, dass die einheimische Bevölkerung sich den Japanern zuwenden und der australische Einfluss dort schwinden könnte. Daher wurde eine Einheit aufgestellt, um die Japaner von der Insel zu vertreiben.
Die Drake Force, bestehend aus einem Bataillon mit 640 Mann der australischen 18. Brigade und Hilfstruppen, bestieg in der Nacht vom 22. Oktober die Zerstörer Arunta und Stuart. Das Bataillon, ohne eine Kompanie, landete in der Mud-Bucht, während die Kompanie in der Taleba-Bucht landete. Die Australier entdeckten eine kleine feindliche Streitmacht auf Goodenough in der Nähe der Kilia Mission, die dort seit August gestrandet war, als alliierte Flugzeuge die Lastkähne zerstört hatten, in denen sie von Buna kommend, um sich dem Angriff auf die Milne-Bucht anzuschließen, gestrandet waren.
Schon am 3. Oktober waren 60 der ursprünglich 353 japanischen Truppen auf der Insel vom U-Boot I-1 gerettet worden, das auch Lebensmittel und Munition zurückließ. Damit hatten die übrigen Japaner Zeit sich zu verschanzen.
Am 23. Oktober entwickelte sich bei Tageslicht eine heftige Schlacht zwischen den Japanern und den Australiern. Die Japaner hatten während der Zeit auf der Insel verstärkte Unterstände gebaut, von denen aus sie die Australier beschossen. Die australische Aufklärung war davon ausgegangen, dass die gestrandete japanische Einheit unter Krankheit, Hunger und Erschöpfung leiden würde, was aber nicht der Fall war. So zogen sich die Kämpfe über die ganze Nacht hin.
In dieser Nacht kehrte auch das japanische U-Boot zurück und brachte 250 der verbliebenen Japaner zur nahe gelegenen Insel Fergusson, von wo sie von einem Kreuzer gerettet wurden.

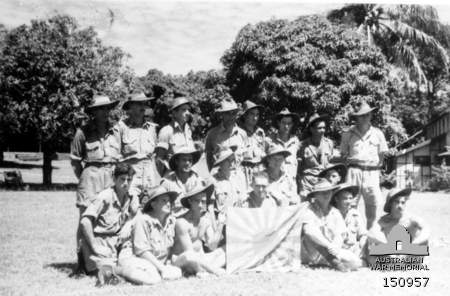
Australische Soldaten mit einer eroberten japanischen Flagge nach der Schlacht

Am nächsten Tag gelang es den Australier die geringe Anzahl zurückgelassener japanischer Truppen erfolgreich anzugreifen und so ein Hindernis für das Vordringen entlang der Küste beseitigen.
Am 26. Oktober evakuierte der japanische Kreuzer Tenryū auch die letzten kaiserlichen Truppen.
Das australische Bataillon blieb bis Ende Dezember auf der Insel und wurde schließlich in der Nacht vom 28. auf den 29. Dezember zur Oro-Bucht verschifft, um sich am 31. Dezember dem Angriff auf Buna anzuschließen.